# Chris Wedge
Chris Wedge (Binghamton, Nova Iorque, 20 de Março de 1957) é um cineasta e animador estadunidense.
Foi responsável pela direção de animação das baratas do filme Joe's Apartment (Joe e as Baratas). Em 2006 produziu o filme Ice Age: The Meltdown (A Era do Gelo 2), dirigido por Carlos Saldanha.
Recebeu o Oscar em 1998 pelo curta animado Bunny. Desde seus 12 (doze) anos de idade, faz animações. Montou com seus amigos, uma compahia - a BLUE SKY STUDIOS - a qual fez parceria com a Twentyth Century Fox. Em 2006, Chris Wedge dirigiu o filme "Ice Age", que foi idealizado pela produtora da Fox Animation (uma divisão da da Fox) Lori Forte. Daí em diante a Blue Sky só progrediu e criou filmes, como "Horton e o mundo dos Quem!".
Diretor dos Filmes:
- 2018-Anubis
- 2013-Reino Escondido
- 2005-Robôs-
- 2002- A Era do Gelo
- 1998-Bunny-(curta-metrragem Animado)
- 1987-Balloon Guy
- 1985-Tuber's Two Step

Produtor executivo dos filmes:
- 2006- Ice Age 2: The Meltdown (A Era do Gelo 2)
- 2008- Horton e o mundo dos Quem
- 2009- Ice Age 3: Dawn of the Dinosaurs (A Era do Gelo 3)
- 2011- Rio
- 2012- Ice Age 4: Continental Drift (A Era do Gelo 4)